# Elyes Gabel
Elyes Gabel (Londen, 8 mei 1983) is een Brits acteur.

## Loopbaan
Gabel begon zijn acteercarrière in 2001 met de televisieserie Casualty, waarin hij van 2004 tot 2007 de vaste rol van Gurpreet 'guppy' Sandhu speelde. Ook was hij onder meer in een klein rolletje te zien in de televisieseries The Borgias, Game of Thrones, Silent Witness en Body of Proof. Op het witte doek werd hij vooral bekend met de film World War Z in de rol van Andrew Fassbach. In 2014 kreeg hij een hoofdrol in de serie Scorpion.

## Filmografie

### Films
- 2008: Boogeyman 3 - Ben
- 2011: Kingdom of Dust - Ahemd
- 2011: Everywhere and Nowhere - Jaz
- 2013: Welcome to the Punch - Ruan Sternwood
- 2013: World War Z - Andrew Fassbach
- 2014: Interstellar -
- 2014: A Most Violent Year - Julian
- 2015: Spooks: The Greater Good - Adam Qasim

### Televisiefilms
- 2012: Widow Dective - Troy Vargas
- 2014: Exit Strategy - Tarik Fayad

### Televisieseries
- 2001: Casualty - Jean-Claude Tournier  (1 afl.)
- 2002: I Love Mummy - Nuff (? afl.)
- 2004: Doctors - Steve (1 afl.)
- 2004: Casualty - Jude (1 afl.)
- 2004: Casualty - Gurpreet 'Guppy' Sandhu (127 afl. 2004 - 2007)
- 2008: Dead Set - Danny (3 afl.)
- 2008: Apparitions - Vimal (1 afl.)
- 2009: Waterloo Road - Rob Cleaver (10 afl.)
- 2011: Identity - DC Jose Rodriguez (6 afl.)
- 2011: The Borgias - Prince Djem (1 afl.)
- 2011: Psychoville - Sharouz / Shahrauz (5 afl.)
- 2011: Game of Thrones - Rakharo (7 afl. 2011 - 2012)
- 2012: Silent Witness - Umar (2 afl.)
- 2013: Body of Proof - Det. Adam Lucas (13 afl.)
- 2014: Scorpion - Walter O'Brien (4 seizoenen)

- Bibliothèque nationale de France: cb17128241s (data)
- Gemeinsame Normdatei: 1096261154
- International Standard Name Identifier: 0000 0003 7200 9314
- Library of Congress Control Number: no2011143021
- Système universitaire de documentation: 196266432
- Virtual International Authority File: 187251502
- WorldCat: E39PBJkhKxgc3HDjfXPCMPvGpP